# Vénus de Tan-Tan
La Vénus de Tan-Tan est une statuette féminine représentant une Vénus paléolithique découverte en 1999, près de la ville de Tan-Tan, au Maroc.

## Description
La Vénus de Tan-Tan est une statuette de 6 cm de long en roche de quartzite, datée du milieu de la période de l'Acheuléen, il y a entre 300 000 et 500 000 ans. Certains archéologues ont interprété cet objet comme une représentation de la forme humaine, indéterminée et sans véritable visage. La Vénus de Tan-Tan a été découverte en 1999, lors d'une prospection archéologique de Lutz Fiedler, archéologue de l'État de la Hesse, en Allemagne, à l'occasion d'une fouille dans un dépôt sur la rive nord du fleuve Draa, à quelques kilomètres au sud de la ville marocaine de Tan-Tan. Son découvreur émit l'hypothèse que l'objet aurait été créé par un processus géologique naturel en lui donnant une forme humaine. Des traces de pigmentation à l'ocre rouge sont observables sur la statuette.
À la même période, une autre statuette de pierre très ancienne (de 200 à 300 000 ans) a été découverte sur le plateau du Golan (la Vénus de Berekhat Ram) et interprétée comme une tentative de représentation féminine. Certains traits de ces pièces anthropomorphes sont naturels, d'autres sont le résultat de frappe par un outil ou une pierre.